# Dorysthenes buquetii
Dorysthenes buquetii là một loài bọ cánh cứng trong họ Cerambycidae.